# Yodŏk (stacja kolejowa)
Yodŏk (kor. 요덕역, Yodŏk-yŏk) – stacja kolejowa w centralnej części Korei Północnej, na 174. kilometrze najdłuższej w kraju, 819-kilometrowej linii P’yŏngna, łączącej Pjongjang oraz specjalną strefę ekonomiczną Rasŏn. Stacja znajduje się w administracyjnych granicach powiatu Yodŏk (prowincja Hamgyŏng Południowy).